# قاهره اسلامی
قاهره اسلامی (عربی: قاهرة المعز، آوانگاری: Qāhira al-Muʿizz، قاهره قرون وسطایی، با نام رسمی قاهره تاریخی (القاهرة التاریکیة القاهره تاریخیه ))، به مناطقی از قاهره، مصر اشاره دارد که از زمان فتح مسلمانان در سال ۶۴۱ پس از میلاد تا توسعه مدرن شهر در سده نوزدهم در دوران حکومت اسماعیل پاشا ساخته شد که شامل بخش‌های مرکزی در شهر محصور قدیمی، گورستان‌های تاریخی، منطقه اطراف ارگ قاهره، بخش‌هایی از بولاق و نیز قاهره قبطی ((عربی: مصر القديمة) که قدمت آن به دوران روم می‌رسد و شامل بناهای اصلی مسیحیان قبطی می‌شود) است.
نام «اسلامی» قاهره نه به برجستگی وجود مسلمانان در این منطقه، بلکه به تاریخ و میراث غنی شهر از زمان تأسیس آن در دوره اولیه اسلام اشاره دارد، در حالی که آن را از مکان‌های مصر باستان در نزدیکی جیزه و ممفیس متمایز می‌کند. این منطقه، یکی از بزرگترین و متراکم ترین مراکز معماری اسلامی در جهان اسلام را در خود جای داده است که شامل صدها مسجد، مزار، مدرسه اسلامی، کاخ‌، کاروانسرا و دژ از تاریخ مصر اسلامی است.
در سال ۱۹۷۹، سازمان آموزشی، علمی و فرهنگی ملل متحد (یونسکو)، قاهره تاریخی را به‌عنوان «یکی از کهن‌ترین شهرهای اسلامی جهان با مساجد، مدارس، حمام‌ها و فواره‌های مشهور» و «مرکز نوی جهان اسلام که در سدهٔ چهاردهم میلادی به دوران طلایی خود رسید»" در فهرست میراث فرهنگی جهانی معرفی کرد.